# USS McCall (DD-400)
DD 400 McCall (Корабль соединённых штатов Мак-Кэлл) — американский эсминец типа Гридли.
Заложен на верфи Bethel hem Steel, San Francisco 17 марта 1936 года. Спущен 20 ноября 1937 года, вступил в строй 22 июня 1938 года.
Выведен в резерв 30 ноября 1945 года. Из ВМС США исключён 28 января 1947 года.
Продан 17 ноября 1947 года фирме «Hugo Neu Steel Products Inc.» в Нью-Йорк и разобран на слом 20 марта 1948 года.